# حمدي هوبيس
حمدي هوبيس الشارجاندال، من مواليد 27 يناير 1984 في عمان، لاعب كرة قدم عماني.
بدأ مسيرته الكروية مع نادي النصر العماني في موسم 2003/2004، وفي موسم 2004/2005 انتقل إلى نادي النصر الكويتي، وفي عام 2005 عاد إلى نادي النصر العماني الذي يلعب له حتى الآن.
و قد بدأ باللعب مع منتخب عمان لكرة القدم في عام 2003.
يذكر أن حمدي هوبيس يعد من أبرز لاعبي المنتخب الأولمبي العماني لمايمتلك من إمكانيات عالية وصغر سن يؤهله لمواصلة عطاءه لمواسم كثيرة.

## روابط خارجية
- حمدي هوبيس على موقع الاتحاد الدولي (مؤرشف)  (الإنجليزية)
- حمدي هوبيس على موقع قاعدة بيانات كرة القدم.إي يو (الإنجليزية)
- حمدي هوبيس على موقع ناشيونال فوتبول تيمز (الإنجليزية)
- حمدي هوبيس على موقع Soccerway.com (الإنجليزية)
- حمدي هوبيس على موقع كووورة